# AMG-0510

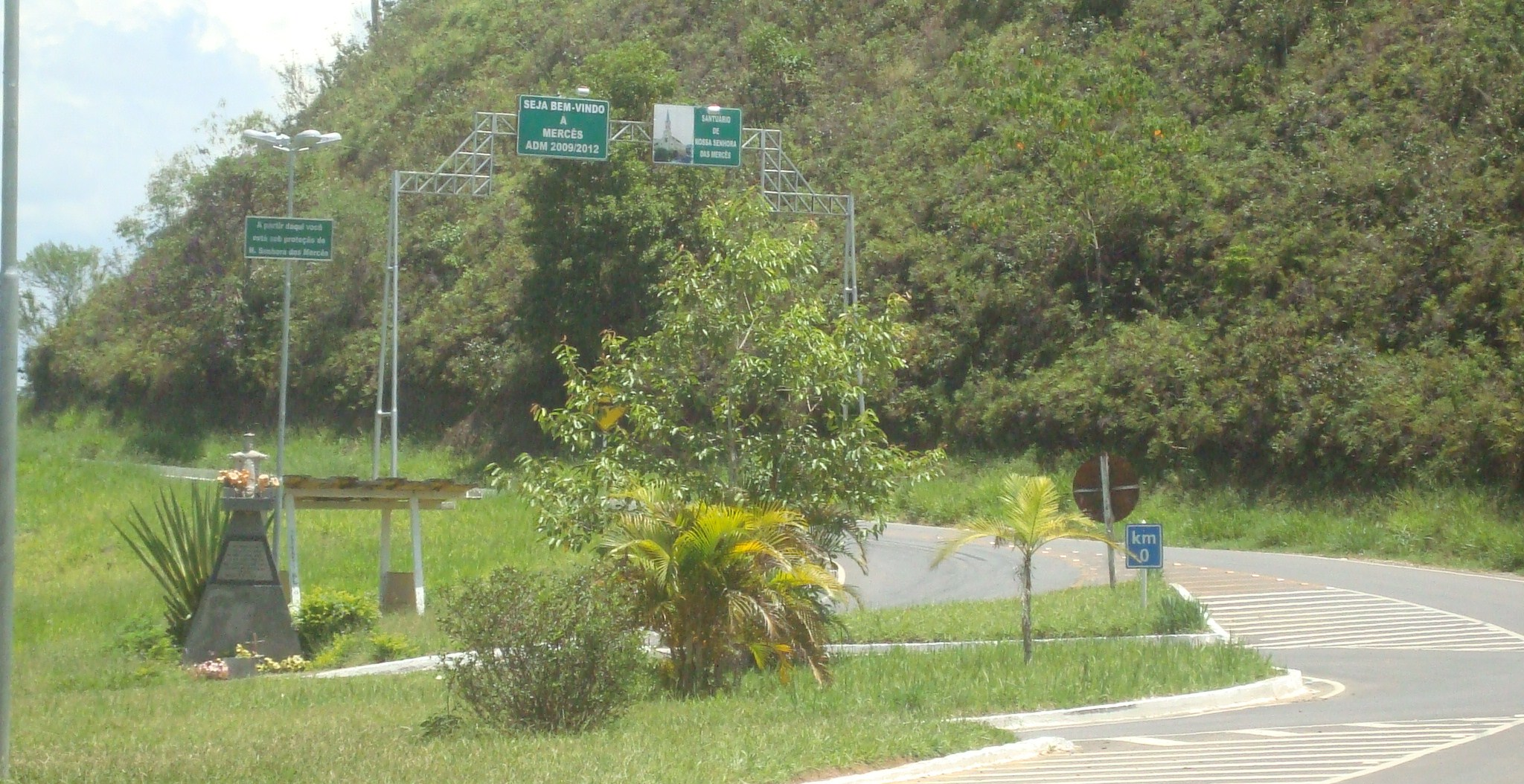
Trecho inicial da rodovia AMG-0510 no município de Mercês, próximo ao entroncamento com a MGC-265.

AMG-0510 é uma rodovia brasileira do estado de Minas Gerais, localizada na mesorregião da Zona da Mata. A rodovia, que é pavimentada e tem 4,6 km de extensão, liga a rodovia estadual MGC-265, à sede do município de Mercês, no vale do rio Pomba.